# Хејзел Ран (Минесота)
Хејзел Ран (енгл. Hazel Run) град је у америчкој савезној држави Минесота.

## Демографија
По попису из 2010. године број становника је 63, што је 1 (-1,6%) становника мање него 2000. године.
| Група             | 2000.       | 2010.      |
| Белци             | 64 (100,0%) | 58 (92,1%) |
| Афроамериканци    | 0 (0,0%)    | 0 (0,0%)   |
| Азијати           | 0 (0,0%)    | 0 (0,0%)   |
| Хиспаноамериканци | 0 (0,0%)    | 2 (3,2%)   |
| Укупно            | 64          | 63         |